# Santuario di Betfage
Il santuario di Betfage è un edificio religioso cristiano in Israele.

## Storia
Betfage (in aramaico בית פגי, letteralmente 'casa dei fichi verdi') è menzionata nei vangeli sinottici (Matteo 21:1; Marco 11:1; Luca 19:29). Il santuario di Betfage è situato sul versante orientale del monte degli Ulivi, sull'antica strada che conduceva a Betania. Qui si commemora l'incontro di Gesù con Marta e Maria prima di resuscitare Lazzaro. In questo stesso luogo, secondo i vangeli, i discepoli inviati dal Cristo trovarono l'asina utilizzata per l'ingresso a Gerusalemme.
L'etimologia del toponimo nome farebbe riferimento all'episodio nel quale Gesù, il giorno successivo al suo ingresso trionfale e prima di cacciare i mercanti dal Tempio, maldice una pianta di fico senza frutti alla partenza da Betania (Marco 11:12-14).
Eusebio di Cesarea localizza il sito a cui ri riferiscono i vangeli sul Monte degli Ulivi, probabilmente sul cammino che da Gerusalemme porta a Gerico poiché la distanza non supera i 2000 cubiti (circa un chilometro), la massima distanza percorribile durante lo Shabbat.
Questo per i cristiani di Gerusalemme è il luogo che segna l'inizio della Settimana Santa; da qui infatti sin dal IV secolo parte la processione della Domenica delle Palme, come testimoniato dalla pellegrina Egeria.
Nel 1876 un contadino trovò una roccia squadrata con resti di pitture medievali raffiguranti i due episodi della risurrezione di Lazzaro e dell'ingresso in Gerusalemme.
La Custodia di Terra Santa acquistò il terreno e nel 1883 fece costruire un piccolo santuario che assunse la forma attuale con il restauro effettuato nel 1954 ad opera dell'architetto Antonio Barluzzi.